# Спрингмонт (Пенсилванија)
Спрингмонт (енгл. Springmont) насељено је место без административног статуса у америчкој савезној држави Пенсилванија.

## Демографија
По попису из 2010. године број становника је 724.
| Група             | 2000.    | 2010.       |
| Белци             | 0 (0,0%) | 650 (89,8%) |
| Афроамериканци    | 0 (0,0%) | 25 (3,5%)   |
| Азијати           | 0 (0,0%) | 3 (0,4%)    |
| Хиспаноамериканци | 0 (0,0%) | 46 (6,4%)   |
| Укупно            | 0        | 724         |